# Langford (del av en befolkad plats)
Langford är en del av en befolkad plats i Australien. Den ligger i kommunen Gosnells och delstaten Western Australia, omkring 13 kilometer sydost om delstatshuvudstaden Perth. Antalet invånare är 4 843.
Runt Langford är det tätbefolkat, med 790 invånare per kvadratkilometer.. Närmaste större samhälle är Perth, omkring 13 kilometer nordväst om Langford. 
Runt Langford är det i huvudsak tätbebyggt. Genomsnittlig årsnederbörd är 1 018 millimeter. Den regnigaste månaden är maj, med i genomsnitt 176 mm nederbörd, och den torraste är februari, med 9 mm nederbörd.